# 北廣島市
北廣島市（日语：／ Kitahiroshima shi */?）位於北海道石狩振興局東南部，緊鄰札幌市東南側。北廣島市原本是農村，隨著札幌的開發，逐漸發展成為札幌的通勤城鎮。東部屬於石狩平原，除了西南部的島松山外，其他地區都為海拔100m左右的丘陵。西南部的丘陵地區多用於旱田農業和乳牛養殖，東北部的低地主要作為水田使用，北部有跨越札幌市和江別市的道立自然公園野幌森林公園。
1884年來自廣島縣的移民到此定居開墾，當時因此將本地命名為「廣島村」，以示不忘家鄉；1995年改制為市的時候，命名為北廣島市。每年廣島市都會招待北廣島的中小學生參加原子彈被爆的紀念活動。廣島市遭受嚴重自然災害時，北廣島市民都會捐款相助。也因此，在2018年職棒日本火腿隊決定在北廣島市興建新球場，部份球迷因而誤以為球隊要離開北海道遷往廣島縣，因此北廣島市政府特別製作印有「別、別搞錯了! 是北海道啦！」的標語，及歷史人物圖像的團扇做為宣傳。現在，在廣島縣山縣郡有同樣以「北廣島」為名的北廣島町。

## 人口
| 北廣島市人口分布圖 |                                                 |  |
| 北廣島市與日本全國年齡別人口分布比較圖 （2005年資料） | 北廣島市的年齡、男女別人口分布圖 （2005年資料） |  |
| ■紫色是北廣島市 ■綠色是全国 | ■藍色是男性 ■紅色是女性                         |  |
| 北廣島市人口變化 \| 1970年 \| 9,746人 \| \| \| 1975年 \| 22,264人 \| \| \| 1980年 \| 34,148人 \| \| \| 1985年 \| 40,853人 \| \| \| 1990年 \| 47,758人 \| \| \| 1995年 \| 53,537人 \| \| \| 2000年 \| 57,731人 \| \| \| 2005年 \| 60,677人 \| \| \| 2010年 \| 60,370人 \| \| \| 2015年 \| 59,064人 \| \| \| 2020年 \| 58,171人 \| \| |                                                 |  |
| 資料來源：日本總務省統計中心提供之人口普查數據 |                                                 |  |
| 1970年 | 9,746人                                         |  |
| 1975年 | 22,264人                                        |  |
| 1980年 | 34,148人                                        |  |
| 1985年 | 40,853人                                        |  |
| 1990年 | 47,758人                                        |  |
| 1995年 | 53,537人                                        |  |
| 2000年 | 57,731人                                        |  |
| 2005年 | 60,677人                                        |  |
| 2010年 | 60,370人                                        |  |
| 2015年 | 59,064人                                        |  |
| 2020年 | 58,171人                                        |  |

## 產業
當地以農業和工業為主。農業方面，北廣島市的農戶數量不斷減少。工業方面，當地利用便利性等區位條件在市內建造多個工業園區，各類企業紛紛進駐此地。

## 歷史
- 1873年：中山久藏（日语：中山久蔵）從千歲郡月寒村（日语：月寒村）島松村轉移到此地進行開墾。
- 1884年：和田郁次郎（日语：和田郁次郎）從廣島縣段原村（現在的廣島市南區段原）帶領25戶開墾者集體前來進行開墾，因此命名為廣島。
- 1894年：廣島村從月寒村分割獨立設置，並設置廣島村戶長役場。
- 1902年：成為二級村
- 1921年：成為一級村。
- 1968年：改制為廣島町。
- 1996年9月1日：改制為市，但為避免與原本的廣島市混淆，經過公開徵求命名後，決定改名為北廣島市。
- 2004年：人口突破六萬人。
- 2018年3月：日本職棒日本火腿隊決定在北廣島市興建新球場[7]。
- 2023年3月30日：新球場「ES CON FIELD HOKKAIDO」啟用，舉辦日本職棒2023年球季例行賽開幕戰。

## 交通

### 機場
- 新千歲機場（位於千歲市） 
  - 轉搭千歲線的快速列車，可在20分鐘抵達北廣島車站。

### 鐵路
- 北海道旅客鐵道
  - 千歲線：北廣島車站 - 西之里號誌站（日语：西の里信号場）

### 道路
| 高速道路 - 道央自動車道：北廣島交流道 一般國道 - 國道36號 - 國道274號 主要地方道 - 北海道道46號江別惠庭線 | 道道 - 北海道道371號北廣島停車場線 - 北海道道790號仁別大曲線 - 北海道道1080號栗山北廣島線 - 北海道道1147號大曲工業區美しが丘線 - 北海道道1148號札幌惠庭自行車道線 |

## 觀光景點
- 轄區有八個高爾夫球場，合計面積超過轄區總面積的一成。
  - 札幌高爾夫球俱樂部 輪厚コース
  - 札幌國際鄉村俱樂部 島松コース
  - 札幌不二羅亞爾高爾夫球俱樂部
  - 克拉克鄉村俱樂部
  - 札幌後樂園鄉村俱樂部
  - 廣濟堂札幌鄉村俱樂部
  - 札幌北廣島王子高爾夫球場
  - 太陽公園札幌高爾夫球場
- 舊島松驛遞所（日语：旧島松駅逓所）：國家指定史蹟，克拉克博士紀念碑，寒地稻作發祥地，是1877年4月16日札幌農業中等專科學校（北海道大學的前身）的首任教頭威廉·史密司·克拉克（William Smith Clark）與前來送行學生和學校職員們分手的地方。
- 和平燈公園：來自廣島市廣島和平紀念公園分火所點燃的和平燈。
- 休憩森林：位於市中心西側，設有原野設施，有部份區域因有蜂巢而禁止進入。
- 自然森林露營區：鄰近國道36號。
- 竹山高原溫泉

## 教育
大學
- 星槎道都大学

高等學校
| - 北海道北廣島高等學校 - 北海道北廣島西高等學校 | - 札幌日本大學高等學校 - 星槎國際高等學校北廣島學習中心 |

中學校
| - 北廣島市立東部中學校 - 北廣島市立西部中學校 - 北廣島市立大曲中學校 - 北廣島市立西之里中學校 - 北廣島市立西之里中學校陽香分校 | - 北廣島市立廣葉中學校 - 北廣島市立綠陽中學校 - 札幌日本大學中學校 |

小學校
| - 北廣島市立東部小學校 - 北廣島市立西部小學校 - 北廣島市立大曲小學校 - 北廣島市立西之里小學校 - 北廣島市立西之里小學校陽香分校 | - 北廣島市立北之台小學校 - 北廣島市立大曲東小學校 - 北廣島市立雙葉小學校 - 北廣島市立綠丘小學校 |

特殊學校
| - 札幌養護學校共榮分校 | - 北海道白樺高等養護學校 |

## 姊妹、友好都市

### 日本
- 東廣島市（廣島縣）：1980年7月19日締結[8]

### 海外
- 薩克屯（加拿大 薩克其萬省）